# Рапторекс
Рапторекс (лат. Raptorex) — сомнительный род хищных динозавров из семейства тираннозаврид, живших во времена позднемеловой эпохи (70 млн лет назад) на территории современного автономного района Внутренняя Монголия (Китай). Единственный типовой вид — Raptorex kriegsteini. Имеет все характерные признаки, роднящие его с тираннозавром.

## Описание
В строении основных элементов скелета у Raptorex имеется много общего с тираннозавром, с которым его роднят также большие ноздри. В длину достигал до 3 метров, весил около 65—80 килограммов.

## Ископаемые остатки
Ископаемые останки состоят из одного несовершеннолетнего экземпляра, который был тайно вывезен и продан частному коллекционеру окаменелостей из США. Этим любителем коллекционером оказался офтальмолог Генри Кригстайн (Henry Kriegstein), который, понимая научную ценность этого образца, пожертвовал образец Чикагскому университету для научного исследования. В 2009 году Пол Серено с коллегами описали эту находку под видом назван Raptorex kriegsteini. Название рода происходит от латинского слова raptor - «быстрый хищник» и rex - «король». Как уточняет сам Генри Крейгстейн, видовое название динозавра дано в честь его родителей, переживших Холокост во время Второй мировой войны. Первоначально было заявлено, что найденный экземпляр происходит из раннемеловых образования Исянь, в северо-восточном Китае, которое датируется примерно 125 миллионами лет назад. Однако более поздние исследования показали, что такая ранняя датировка ископаемых маловероятна, тем более с учетом обстоятельств приобретения этого экземпляра.
История и «генеалогия» этой большой семьи все больше и больше раскрывается для ученых. Палеонтологи то и дело сообщают об открытии различных ступеней эволюции на пути к тираннозавру.
В октябре 2010 года, в статье Nature News, происхождение и классификация Raptorex, в качестве базального тираннозавроида, была впервые поставлена под сомнение. Питер Ларсон, президент Института геологических исследований Black Hills, Inc., частной компании по раскопкам и поставке ископаемых, осмотрел ископаемое и заключил, что это был несовершеннолетний экземпляр тарбозавра . Поскольку образец был пожертвован коллекционером без подробной информации о происхождении, Ларсон сомневался в назначенном геологическом возрасте, который был основан только на позвоночнике рыбы Ликоптеры (Lycoptera) и раковине моллюска, найденных рядом с ископаемыми окаменелостями динозавра. Ларсон предположил, что ископаемое скорее всего происходит из приграничных районов Монголии, которые содержат окаменелости тарбозавов, датируемые 70-ю миллионами лет назад.
В июне 2011 года более подробное повторное исследование было опубликовано в научном журнале PLoS ONE, где Денвер Фаулер, Питер Ларсон и другие, повторно проанализировали опубликованные данные, которые, как они заявили, были двусмысленными в отношении стратиграфической позиции и привели к переоценке интерпретации зрелости образца. В первоначальном описании Пол Серено заключил, что позвонки Raptorex были почти слиты, показывая что особи было около шести лет, однако Фаулер и коллеги утверждали, что Серено и его команда неверно истолковали данные этапа роста и утверждали, что образец на самом деле являлся молодым подростком, всего около трех лет от роду.К тому же Фаулер и др. установили, что рыбная кость, которую Серено идентифицировал как ликоптеру, на самом деле отличается по форме и намного крупнее по размеру, чем любой известный экземпляр ликоптеры, и скорее всего принадлежит другому роду, что делает кости бесполезными для изучения. Основываясь на этом анализе, Фаулер и его коллеги пришли к выводу, что Raptorex с большей вероятностью представляет собой несовершеннолетний экземпляр Tarbosaurus.
В 2013 году другая группа учёных, во главе с Майклом Ньюбрей (М. Newbrey et al., 2013) определила рыбий позвонок, найденный с окаменелостями рапторекса, как принадлежащий к семейству хиодонтид (hiodontid), известных из отложений нэмэгетской свиты Монголии, что подтверждает версию о происхождении окаменелостей из позднемеловых отложений.